# Běhounekita
La běhounekita és un mineral de la classe dels sulfats. Rep el nom en honor del professor František Běhounek (27 d'octubre de 1898, Praga, Àustria-Hongria - 1 de gener de 1973, Karlovy Vary, Txecoslovàquia), físic nuclear, explorador i escriptor. L'asteroide (3278) Běhounek també porta el seu nom.

## Característiques
La běhounekita és un sulfat de fórmula química U(SO₄)₂(H₂O)₄. Va ser aprovada com a espècie vàlida per l'Associació Mineralògica Internacional l'any 2010, i la primera publicació data d'un any més tard. Cristal·litza en el sistema ortoròmbic. La seva duresa a l'escala de Mohs és 2. És l'únic sulfat d'urani tetravalent natural, i una de les poques sals naturals U4+, juntament amb els arsenats štĕpita i vysokýita.

## Formació i jaciments
Va ser descoberta al filó Geschieber de la mina Svornost, a la localitat de Jáchymov, a les Muntanyes Metal·líferes (Regió de Karlovy Vary, República Txeca). Es tracta de l'únic indret de tot el planeta on ha estat descrita aquesta espècie mineral.